# Гастон Милијан
Гастон Милијан (енгл. Gaston Milian; 2. октобар 1871 — 27. јул 1945) био је француски дерматолог и сифилог.

## Биографија
Рођен је 2. октобра 1871. Године 1894. постао је болнички теренац, 1906. именован је за болничког лекара, а затим за шефа одељења у болници Сен Луј у Паризу. Био је 1929—30. председник француског друштва за дерматологију, а 1938. постао је члан Националне медицинске академије.
Године 1925. основао је француски часопис за дерматологију и венерологију. Преминуо је 27. јула 1945. у Паризу.

## Медицински термини
- Милијанов еритем (историјски термин): познат и као „еритем деветог дана”; нетоксична ерупција која подсећа на морбиле или токсични еритем. Обично се дешава деветог дана лечења. Првобитно је описан као реакција на арсенски третман сифилиса.[4]
- Милијанов раствор: раствор кристал виолета и метил алкохола.[5]

## Радови
Заједно са Анри Гужером допринео је осмом делу Нова дерматолошка пракса. Други његови радови су:
- La Réactivation biologique de la réaction de Wassermann, 1911
- Traitement de la syphilis par le 606 : (précautions et doses), 1912 — Лечење сифилиса арсфенамином (дозе и мере предострожности).
- Traitement de la syphilis par le 606 : action, posologie, technique, 1914 — Лечење сифилиса арсфенамином (деловање, дозе, техника).
- Le Chancre mou, symptomatologie, complications, diagnostic, traitement, 1931 — Меки чир (симптоми, компликације, дијагноза, лечење).
- La syphilis occulte, 1944.
- Les contagions de la syphilis: contacts- hérédité- réinfectio- guérison, 1945 — Зараза сифилисом (контакти, наследност, реинфекција, зарастање).[6]